# Barnläkarfallet

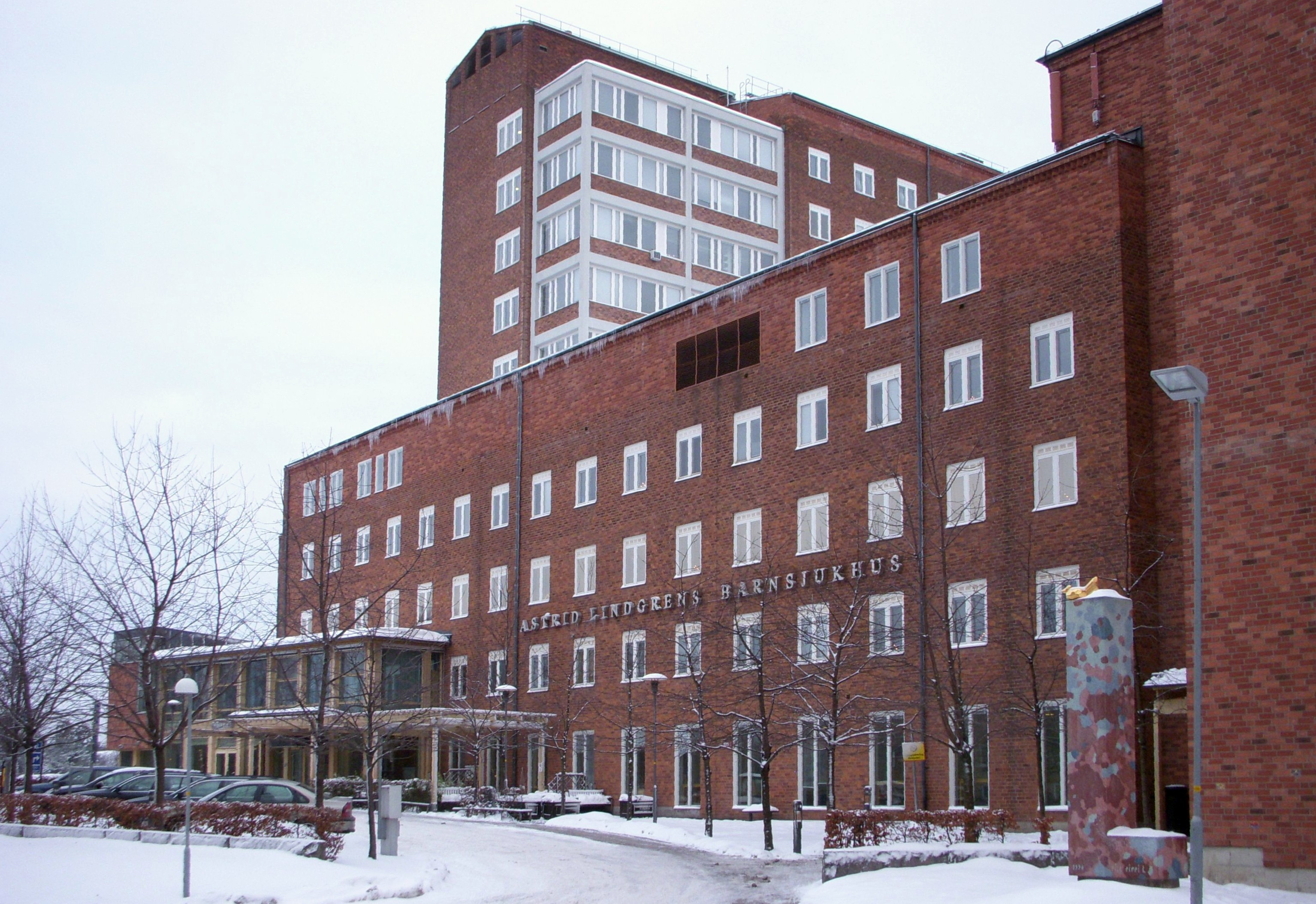
Astrid Lindgrens barnsjukhus

Barnläkarfallet, även kallat Astrid Lindgren-fallet, var ett svenskt rättsfall där en läkare misstänktes för att avsiktligt ha berövat ett spädbarn livet. Läkaren var narkosläkare, men omnämndes allmänt i media som barnläkare. Barnet föddes 2008 och vårdades för svåra hjärnskador på Astrid Lindgrens barnsjukhus (ALB) i Solna. Brottet skulle ha skett sedan livsuppehållande vård avbrutits. Efter rättegång 2011 friades läkaren från alla misstankar. 
Fallet är unikt genom att det troligtvis är första gången i Sverige som en läkare åtalas för att i samband med vård av en patient i livets slutskede uppsåtligen ha berövat denne livet. Det fick stor uppmärksamhet i media och ledde till en omfattande juridisk och medicinsk debatt. Fallet ledde också till att forskningsministern Tobias Krantz kritiserades av riksdagens konstitutionsutskott för sitt agerande med anledning av att läkaren, under tiden denne var misstänkt för brott, även var ledamot av en regional etikprövningsnämnd.

## Bakgrund
Den 3 juni 2008 föddes en flicka på ALB i 25:e graviditetsveckan, det vill säga 15 veckor för tidigt. Förlossningen var komplicerad och barnet var efter nedkomsten mycket medtaget. Efter förlossningen vårdades barnet på neonatalavdelningen på ALB. I det andra levnadsdygnet felbehandlades barnet av en sjuksköterska. Sjuksköterskan förväxlade två preparat, vilket medförde att barnet fick mycket höga natriumhalter. Felbehandlingen kom senare att leda till att sjuksköterskan varnades av Hälso- och sjukvårdens ansvarsnämnd (HSAN). Strax efter felbehandlingen drabbades barnet av en intraventrikulär hjärnblödning. Det har i efterhand inte kunnat klarläggas om felbehandlingen orsakade hjärnblödningen. Det är inte ovanligt att denna typ av hjärnblödingar sker spontant på så för tidigt födda barn.
Hjärnblödningen orsakade hjärnskador hos barnet, men också så kallad vattenskalle (hydrocefalus). Tillståndet var mycket kritiskt. Under den fortsatta vården fördes diskussioner om det var etiskt försvarbart med fortsatta insatser. Föräldrarna önskade dock full livsuppehållande vård. Den 3 september hade barnets tillstånd stabiliserats i sådan utsträckning att hon fick lämna sjukhuset för vård i hemmet.
Den 9 september försämrades barnets tillstånd. Hon lades på nytt in på ALB och stannade där fram till sin död. Under den sista levnadsveckan var den i fallet aktuelle läkaren ansvarig för vården av barnet. Läkaren, som var specialiserad inom narkos, hade en anställning som överläkare vid ALB och var docent vid Karolinska institutet. Den 19 september genomfördes magnetkameraundersökning på barnets hjärna, vilken visade på omfattande hjärnskador. Från sjukhuset sida gjorde man bedömningen att det inte var meningsfullt att fortsätta den livsuppehållande vården. Den 20 september samtyckte föräldrarna till att den livsuppehållande vården avslutades. På eftermiddagen samma dag kopplades respirator bort och på kvällen avled barnet i närvaro av sina föräldrar, flera släktingar, samt vårdpersonal.

## Rättslig prövning
Den 6 oktober 2008 lämnar föräldrarna en polisanmälan med frågan "vad hände med vårt barn från att hon skrevs ut från neonatalen, då ultraljud hjärna var oförändrat sedan längre tid, tills hon togs in på barnintensiven en vecka senare och hjärnan var borta". 
2009, innan åtal hade väckts, granskade Socialstyrelsen dödsfallet och kom fram till att inga fel i vården begåtts.
Narkosläkaren åtalades 2010 för dråp och kom i media allmänt att omnämnas som barnläkare. Rättegången hölls 2011 vid Solna tingsrätt. Läkaren försvarades av Björn Hurtig. Domen innebar att läkaren friades från alla misstankar. Tingsrätten underkände dels den tekniska bevisningen och dels konstaterade man att det inte bevisats att läkaren skulle ha gjort något under vården av barnet som ej varit medicinskt motiverat. Domen överklagades inte och vann därför laga kraft.

## Juridisk och medicinsk debatt
Åtalet ledde i samband med rättegångens början till en mediadebatt om grundläggande principer för läkekonsten. Åtalet ogillades då av juridiskt sakkunniga Madeleine Leijonhufvud och andra men försvarades av en annan juridiskt sakkunnig: Anders Perklev.

## Efterföljande kritik
I en intervju efter processen var läkaren kritisk mot åklagarna och Rättsmedicinalverket. Rättsmedicinalverkets generaldirektör sade att man fortfarande ansåg att analysresultatet var rätt, men att det fanns skäl att överväga rutiner. Uppgifterna i intervjun ledde även till att chefsåklagaren inledde en förundersökning om tjänstefel gällande polisens hantering av läkaren. Chefsåklagare Håkan Roswall lade ner förundersökningen om misstänkt tjänstefel, men medgav att kritiken mot polisen kunde vara befogad på två punkter men att dessa endast kunde bedömas som ringa tjänstefel, vilket inte är straffbart.
Efter rättegången anmälde läkaren Astrid Lindgrens barnsjukhus till Socialstyrelsen för att inte ha agerat mot bristfällig journalföring. Tre andra läkare på sjukhuset skall vid sammanlagt upp till fyra tillfällen ha ordinerat patienten tiopental utan att journalföra det. Den bristande journalföringen skall enligt läkaren orsakat att hon misstänktes och åtalades för dråp. I sin anmälan kritiserade läkaren också att ett stort antal personer läst patientens journal. Enligt hennes bedömning skall så mycket som 60 % av dem som läst journalen inte haft med patientens vård att göra.

### KU-granskning av forskningsministern
Läkaren var sedan tidigare ersättare i Regionala etikprövningsnämnden i Stockholm. I december 2009 förordnade regeringen läkaren till ledamot i nämnden. Några dagar senare informerade nämndens ordförande Utbildningsdepartementet om att läkaren var misstänkt för ett allvarligt brott.
För att allmänhetens förtroende för etikprövningsnämndens verksamhet inte skulle rubbas, bedömde den dåvarande forskningsministern Tobias Krantz det som viktigt att nämndens ledamöter inte skulle kunna ifrågasättas ur etisk synpunkt. Det var därför nödvändigt att överväga lämpligheten av att läkaren deltog i nämndens möten. En möjlighet var att entlediga läkaren som ledamot av nämnden. Detta alternativ valdes dock bort då det hade kunnat tolkas som att regeringen föregrep den rättsliga processen och dömde läkaren på förhand. Man ville från departementets sida inte heller initiera ett regeringsärende, då detta hade medfört att läkarens identitet hade blivit känd för allmänheten. För sitt fortsatta agerande gjorde Utbildningsdepartementet en jämförelse med rättegångsbalken. En domstol kan under vissa omständigheter entlediga en nämndeman som är dömd för brott, men den kan också tillfälligt stänga av en nämndeman som är föremål för förundersökning eller är åtalad för brott. Någon möjlighet till tillfälligt avstängning finns dock inte för ledamöter i etikprövningsnämnderna. För etikprövningsnämnderna är det regeringen som entledigar en ledamot vid en fällande dom. Därför gjordes bedömningen att det, i analogi med rättegångsbalken, fanns grund för Utbildningsdepartementet att ta upp frågan om läkarens deltagande i nämndens möten tills det att brottmålet var avgjort. 
Efter att åtal hade väckts, kontaktade Utbildningsdepartementets expeditions- och rättschef läkaren och framförde muntligen synpunkten att det var lämpligt att läkaren tog en så kallad time out under den pågående rättsprocessen. Läkaren uppfattade samtalet som att det hade fattats ett formellt beslut om att hon inte fick delta i nämndens möten. Detta var dock ett missförstånd. Något sådant beslut hade inte fattats.
När Utbildningsdepartementets agerande blev allmänt känt, begärdes i en anmälan till riksdagens konstitutionsutskott att Tobias Krantz hantering av frågan skulle granskas. Tobias Krantz hade innan anmälan gjordes hunnit lämna uppdraget som statsråd. Efter sin granskning konstaterade utskottet att det saknas reglering av hur eller vem som skall agera i en situation som den uppkomna. I likhet med forskningsministern ansåg man att ett departement bör följa upp information av den typ som framkommit om läkaren. Frågan om en eventuell ”time out” är dock i första hand en fråga för den självständiga myndigheten. Departementet borde därför endast ha fört en dialog med nämndens ordförande. Om regeringen inte skulle vara nöjd med hur ett ärende hanteras av ordföranden, så återstår endast att entlediga ledamoten. Mot utskottets beslut reserverade sig M, FP, C och KD.

## Tidslinje

### 2008
- 3 juni - Barnet föds. Hon vårdas på ALB.
- natten mellan 4 och 5 juni - Barnet felbehandlas. Det drabbas därefter av en hjärnblödning, men tidpunkten för detta utreds inte.
- 3 september - Barnet lämnar sjukhuset.
- 9 september - Barnets tillstånd försämras. Det läggs åter in på ALB.
- 20 september - Den livsuppehållande vården avslutas. Barnet avlider på kvällen.
- 6 oktober - Föräldrarna lämnar en polisanmälan.
- 14 oktober - Obduktion genomförs.

### 2009
- 2 mars - Läkaren hämtas av polis på ALB och anhålls misstänkt för mord alternativt dråp.
- 6 mars - Läkaren häktas på sannolika skäl misstänkt för dråp.
- 9 mars - Läkaren släpps ur häktet.
- april - HSAN varnar en sjuksköterska för felbehandlingen i juni 2008.
- april – Förundersökningsledare byts.
- 6 oktober - Socialstyrelsen finner vid en granskning inga fel i vården i samband med barnets död.
- 3 december - Regeringen förordnar läkaren till ledamot i Regionala etikprövningsnämnden i Stockholm. Några dagar senare informerar nämndens ordförande Utbildningsdepartementet om misstankarna mot läkaren.

### 2010
- 1 februari - Åklagaren väcker åtal för dråp.
- februari - Läkaren kontaktas av Utbildningsdepartementet angående en ”time out” som ledamot i Regionala etikprövningsnämnden i Stockholm.

### 2011
- 13 september - Rättegång inleds vid Solna tingsrätt.
- 3 oktober - Rättegången avslutas.
- 21 oktober - Tingsrätten meddelar dom. Läkaren frikänns.

### 2012
- 12 januari - Det före detta statsrådet Tobias Krantz anmäls till Konstitutionsutskottet.
- 19 april - Konstitutionsutskottet håller en utfrågning med läkaren.
- 26 april - Konstitutionsutskottet håller en utfrågning med Tobias Krantz.
- 31 maj - Konstitutionsutskottet kritiserar statsrådet Krantz för dennes agerande i fallet.